# William Wrede

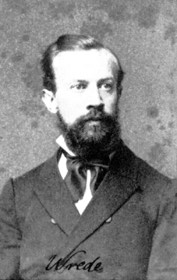
William Wrede

Georg Friedrich Eduard William Wrede (* 10. Mai 1859 in Bücken; † 23. November 1906 in Breslau) war ein deutscher evangelisch-lutherischer Theologe.

## Biographie
William Wrede wurde am 10. Mai 1859 in Bücken als Sohn des Rektors Ernst Wrede und dessen Ehefrau Justine (geb. Grütter) geboren. Ab 1862 war sein Vater evangelischer Pfarrer in Fredelsloh und von 1872 an in Groß-Freden. Nach dem ersten Unterricht in der Dorfschule bereitete ihn der Vater auf den Besuch des Gymnasiums vor. Ostern 1874 trat er in die Sekunda des Gymnasiums in Celle ein, das er im Herbst 1877 mit dem Abitur verließ.
Zunächst studierte er in Leipzig und ab Ostern 1879 an der Universität Göttingen Evangelische Theologie. Während seines Studiums in Göttingen wurde er Mitglied der Akademischen Theologischen Verbindung Thuringia. Neben Adolf Harnack in Leipzig sind vor allem Albrecht Ritschl und Hermann Schultz von Einfluss für ihn gewesen.
Nach der ersten theologischen Prüfung (Ostern 1881) war Wrede ein Jahr lang als Lehrer an einer Privatschule in Liebenburg tätig, war dann 21⁄2 Jahre Mitglied des Predigerseminars in Loccum und weitere zwei Jahre (Herbst 1884–1886) Inspektor des theologischen Stifts in Göttingen. In dieser Zeit legte er die zweite theologische Prüfung ab und übernahm darauf im Januar 1887 in der Nähe der elterlichen Heimat das Pfarramt zu Langenholzen.
Am 9. und 19. September des Jahrs 1887 verstarben seine Eltern. Seine wissenschaftlichen Interessen waren jedoch stärker als die für die Amtsausübung, so dass sich Wrede im Herbst 1889 entschloss, die wissenschaftliche Laufbahn einzuschlagen. Er siedelte nach Göttingen über und habilitierte sich dort im März 1891 auf Grund seiner Schrift Untersuchungen zum ersten Klemensbriefe für das Fach der neutestamentlichen Exegese.
Im Frühjahr 1893 wurde er zum außerordentlichen Professor an die Universität Breslau berufen. Er heiratete Elisabeth Schulz, die Tochter seines Lehrers Hermann Schulz. Im Herbst 1895 wurde er ordentlicher Professor in Breslau, wo er 13 Jahre lang wirkte. Bis Pfingsten 1906 hielt er Vorlesungen, da erkrankte er an einer Lungenentzündung, aus der sich nach kurzer Besserung ein Herzleiden entwickelte, das nach längeren Schwankungen am 23. November 1906 zum Tod führte.

## Theologisches Werk
Wrede griff die zu seiner Zeit aufkommenden Methoden der historisch-kritischen Exegese biblischer Schriften auf und betonte, die Untersuchung des Neuen Testaments dürfe sich nicht allein auf die Schriften des biblischen Kanons beschränken; ein Verständnis des Neuen Testaments könne nur gelingen, wenn man die biblischen Schriften im Zusammenhang mit anderen zeitgenössischen Dokumenten betrachte. Er plädierte für einen religionsgeschichtlichen Vergleich der neutestamentlichen Schriften und eine Untersuchung des zeitgenössischen Kontexts der Schriften, um auf diese Weise die Besonderheit und die theologische Aussageintention der neutestamentlichen Schriften herauszustellen.
So wurde Wrede zum Mitbegründer der Religionsgeschichtlichen Schule. Sein Arbeitsziel gipfelte in der Auffassung, die neutestamentliche Theologie aufzulösen und zu ersetzen durch eine nicht theologisch, sondern historisch verantwortete Religionsgeschichte des Urchristentums. Aus diesem Grunde war Wredes Ansatz bisweilen stark umstritten.
Aus Wredes Vorgaben entwickelte sich der so genannte traditionsgeschichtliche Ansatz, der heute ein selbstverständliches Element der historisch-kritischen Exegese des Neuen Testaments darstellt. Dabei geht es um die Frage, inwiefern der zu untersuchende neutestamentliche Text Aussageformen oder -inhalte wiedergibt, die sich zeitgenössisch verankern lassen.
Ein weiterer Schwerpunkt der theologischen Arbeit Wredes war die Einleitungswissenschaft, also die Untersuchung der historischen Entstehungsumstände biblischer Schriften. In seiner detaillierten analytischen Arbeit begründete Wrede unter anderem, dass der 2. Thessalonicherbrief vom 1. Thessalonicherbrief literarisch abhängig und nicht von Paulus von Tarsus verfasst sei, was heute umstritten ist.
Darüber hinaus begründete Wrede die Idee des „Messiasgeheimnisses“, wonach Jesus seine Messianität geheim gehalten wissen wollte. Im Evangelium nach Markus werde deutlich, dass sich Jesus nicht als Messias verstanden habe. Erst unter den Ostererfahrungen der Jünger sei es zu der Ansicht gekommen, dass Jesus der Retter gewesen ist. Und erst bei der Verschriftlichung der Erzählungen über Jesus sei es zu der redaktionellen Einarbeitung der Messianität Jesu gekommen.
Schon mit dieser These stieß Wrede auf vielfältige Kritik. Noch kritischer wurde sein Paulus-Buch gesehen, in dem er darlegte, dass Paulus mit seinen theologischen Ausführungen als zweiter Begründer des Christentums neben Jesus anzusehen sei.

## Werke (Auswahl)
- Untersuchungen zum Ersten Klemensbrief. Vandenhoeck & Ruprecht, Göttingen 1891. (Digitalisat)
- Ueber Aufgabe und Methode der sogenannten Neutestamentlichen Theologie, Göttingen 1897.
- Das Messiasgeheimnis in den Evangelien. Zugleich ein Beitrag zum Verständnis des Markusevangeliums, Vandenhoeck & Ruprecht: Göttingen 1901. (Digitalisat)
- Charakter und Tendenz des Johannesevangeliums. Mohr, Tübingen/Leipzig 1903. (Digitalisat)
- Paulus, Halle 1904 / Tübingen 1907 (heute in: Rengstorf, Karl Heinrich [Hg.], Das Paulusbild in der neueren deutschen Forschung, Darmstadt 1969, S. 1–97).
- Die Echtheit des zweiten Thessalonicherbriefes untersucht, Leipzig 1903.
- Die Entstehung der Schriften des Neuen Testaments. Vortäge. Mohr, Tübingen 1907. (Digitalisat)
- Das literarische Rätsel des Hebräerbriefs. Mit einem Anhang über den literarischen Charakter des Barnabasbriefes. Vandenhoeck & Ruprecht, Göttingen 1906
- Vorträge und Studien, Tübingen 1907
- Gesammelte theologische Studien. Hrsg. und eingeleitet von Werner Zager (= Theologische Studien-Texte. Band 14). Spenner, Waltrop o. J. ISBN 978-3-933688-66-8